# Campaña parta de Caracalla
La Guerra romano-parta de 211-217 fue una campaña fallida del Imperio Romano bajo Caracalla contra el Imperio Parto. Fue el punto culminante de un período de cuatro años, que comenzó en 213, cuando Caracalla realizó una larga campaña en Europa central y oriental y el Cercano Oriente. Después de intervenir para derrocar a los gobernantes en los reinos de clientes contiguos a Partia, invadió en 216 utilizando el rechazo de la propuesta de boda a la hija del rey de Partía como casus belli. Sus fuerzas llevaron a cabo una campaña de masacres en las regiones del norte del Imperio de Partía antes de retirarse a Asia Menor, donde fue asesinado el 21 de abril. La guerra terminó al año siguiente y los romanos pagaron una enorme suma como indemnización de guerra a los partos.

## Contexto
La Dinastía Severa que gobernó el Imperio Romano entre fines del siglo II y las primeras décadas del siglo III, de 193 a 235, con una breve interrupción durante el reinado de Macrino entre 217 y 218, tuvo su fundador en Septimio Severo y en Alejandro Severo su último descendiente. La nueva dinastía nació en las cenizas de un largo período de guerras civiles, donde otros tres contendientes se enfrentaron además de Septimio Severo:  Didio Juliano, Pescenio Níger y Clodio Albino. Además, una clara referencia a la dinastía Antonina estuvo presente en el nombramiento de los emperadores. La razón era crear una forma ideal de continuidad con la dinastía anterior, como si no hubiera habido interrupción, ni siquiera con el predecesor Pertinax.
Las campañas anteriores de su padre, Septimio Severo, habían logrado recuperar permanentemente el norte de Mesopotamia convirtiéndolo, como lo habían hecho Trajano y Lucio Vero en el pasado, en una nueva provincia romana con un praefectus mesopotamiae de clase ecuestre a la cabeza. Por estos éxitos obtuvo el título victorioso de Parthicus maximus, se celebró un Triunfo y se erigió un arco triunfal en el foro romano.

### Casus belli
Caracalla, sucesor de Septimio Severo, después de varias campañas exitosas contra las tribus germánicas, emprendió un viaje por las provincias de Panonia y Mesia, siguió su camino a  Tracia llegando a la frontera con Macedonia, allí desarrolló gran admiración hacia Alejandro Magno, incluso profesando ser la reencarnación de Alejandro Magno (215). Para revivir la memoria del macedonio de todas las formas posibles, ordenó que las estatuas de su héroe se exhibieran al público en todas las ciudades. Llenó la Colina Capitolina y muchos otros lugares en toda Roma, con sus estatuas, para sugerir que era un segundo Alejandro.
Herodiano dice que en algunos casos se expusieron retratos muy ridículos, donde se representaron estatuas que tenían a cada lado de una sola cabeza las caras de Alejandro y Caracalla. A eso se agregó que comenzó a vestir en traje de Macedonia, con un tocado de ala ancha y botines. Luego creó una unidad militar, el primer ejemplo de una legión romana de lancrii, la legio II Parthica Antoniana, que se pareciera lo más posible a la falange macedonia. Sus oficiales también debieron llevar los nombres de los generales de Alejandro. Finalmente, inscribió a algunos jóvenes de Esparta y formó una nueva unidad militar llamada Lacónica y Pitanata.
Continuó su viaje visitando primero la tumba de Aquiles en Troya, luego llegó a Antioquía donde permaneció durante un cierto tiempo, comenzando a hacer los primeros preparativos en vista de la inminente campaña militar contra los partos y los armenios, y finalmente visitó la tumba de Alejandro en Alejandría, Egipto.
Regresó a Antioquía en el invierno de 215-216, su entrega total a las empresas de macedonia, le llevó a provocar una nueva guerra contra el rey de las partos, Artábano V. Fue un mero deseo de gloria en el camino de Alejandro Magno. Herodiano dice:

«No mucho después, Caracalla, ansioso por ganar el título de Parthicus, además de poder informar a los romanos que había conquistado a todos los bárbaros orientales, aunque ahora había paz en todas partes [en el Este], preparó el siguiente plan. Escribió una carta al rey de parto y le envió una embajada llena de regalos muy valiosos y mano de obra valiosa. Le escribió al rey que quería casarse con su hija. No era correcto que el emperador y el hijo de un emperador se convirtieran en yerno de un ciudadano simple y privado. Su deseo era casarse con una princesa, la hija de un gran rey. Hizo hincapié en que los romanos y los partos eran los imperios más grandes del mundo y se convertirían en aliados gracias a este matrimonio, lo que resultaría en un imperio sin adversarios, ahora que ya no serían divididos por el río (Éufrates). El resto de las naciones bárbaras que ahora no están sujetas a su autoridad podrían ser reducidas fácilmente a la obediencia, ya sean simples tribus o confederaciones. Además, la infantería romana era invencible en el combate cuerpo a cuerpo con lanzas, mientras que los partos tenían una gran fuerza de impacto con sus arqueros a caballo".
Herodiano, Historia del Imperio romano después de Marco Aurelio, IV, 10.1-3.

Herodiano continuó diciendo que las fuerzas combinadas de los dos imperios se complementarían entre sí, y si decidieran hacer la guerra juntos, podrían unir fácilmente al mundo entero bajo un solo comando. Y dado que los partos producían especias y telas de excelente mano de obra, mientras que los romanos fabricaban metales y artefactos, podrían haber evitado su contrabando por parte de los comerciantes, permitiendo a ambos disfrutar de estos productos y compartir su uso.
Sin embargo, parece que el rey de parto inicialmente era muy escéptico sobre esta unión, especialmente porque habría habido obstáculos no solo por el idioma diferente, sino también por las diferentes costumbres y tradiciones de sus respectivos pueblos. Posteriormente, la oferta continua de regalos y la propuesta de acuerdos duraderos de alianza por parte de Caracalla, significaron que Artabano V fue convencido, consintiendo esta unión matrimonial con su hija. Por lo tanto, este último decidió querer conocer al futuro yerno, con la esperanza de una paz futura duradera.
Caracalla, después de cruzar los ríos Éufrates y Tigris en la primavera de 216, penetró en territorio de Partia como si ya fuera suyo. Mientras tanto, los partos, como signo de amistad y alianza, ofrecieron continuos sacrificios en todas partes. El emperador romano, fingiendo estar encantado, continuó su marcha hacia el palacio real de Artabano, donde el rey tan pronto como lo vio decidió avanzar hacia él en la llanura frente a la ciudad de Arbela, para dar la bienvenida a su futuro yerno, entre alas de vítores que lo acompañaban. Pero Caracalla, a una señal acordada, ordenó a su ejército atacar y masacrar a los espectadores. Aturdido por este ataque, Artabano intentó salvarse, aunque había resultado herido, gracias a la ayuda de su guardaespaldas, quien logró ponerlo a caballo y escoltarlo lejos de la emboscada que había recibido del emperador romano. El ejército parto, desconcertado, después de haber enviado también sus caballos a pastar, no pudo resistir el avance de la infantería romana, especialmente porque la fuerza persa residía en su caballería. Estos son los hechos que provocaron la nueva guerra entre los dos imperios.
La versión diferente es la de Dion Casio, según el cual Caracalla hizo la guerra a los partos, con el pretexto de que Artabano se había negado a casarse con su hija, porque el rey parto había intuido que el emperador romano, mientras pretendía querer a sí mismo casarse, estaba realmente ansioso por conquistar el reino parto para su propio deseo de gloria.

## Fases del conflicto

### Operaciones de 216
Caracalla después de atacar por sorpresa y a traición al rey de parto, Artabano IV, realizó una gran masacre de enemigos cerca de la ciudad de Arbela, obteniendo un gran botín y muchos prisioneros, además de desenterrar los cuerpos de los anteriores soberanos partos y dispersar sus huesos. Tras esto, continuó su marcha hacia Media, sin encontrar resistencia. En el camino quemó ciudades, pueblos y fortalezas, permitiendo a sus soldados llevarse todo lo que pudieran. Al final de la campaña, después de haber devastado Adiabene y gran parte de los territorios del imperio Parto, marchando a los territorios de los Cadusi del Mar Caspio y los babilonios del curso medio de Tigris y Éufrates, Caracalla, con sus tropas cansadas de saquear y matar, llevó a sus ejércitos de regreso a Mesopotamia. Según Dion Casio, tan pronto como los partos y los medos comenzaron a organizar un gran ejército, listo para luchar contra los ejércitos romanos, por el trato recibido, Caracalla cayó en el más profundo terror. "De hecho, parecía ser muy atrevido a la hora de amenazar y emprender operaciones temerarias y repentinas, pero luego demostró ser un gran cobarde ante el peligro y, por lo tanto, débil en presencia de dificultades".
Desde aquí envió mensajeros al Senado anunciando que todo el Este había sido sometido y que todos los reinos de esa región se habían rendido a él. Los senadores, quizás sin darse cuenta de lo que realmente había sucedido, o más probablemente debido al miedo y el deseo de halagar al Emperador, decidieron celebrar un triunfo y concederle el título de Parthicus, mientras Caracalla estaba gastando el invierno en Edesa, convertida para la ocasión en Colonia Metrópolis Antoniana, dedicándose a la caza, y con la intención de preparar una nueva campaña militar para el año siguiente.

### Operaciones de 217
Durante este año, Caracalla fue asesinado durante un viaje a Carrae, interrumpiendo una posible nueva campaña contra los partos. Herodiano dice que uno de sus generales, Marco Opelio Macrino, prefecto del pretorio, cansado de ser humillado por su propio emperador en público y en varias ocasiones, decidió tramar una conspiración contra él, lo que llevó a la muerte de Caracalla, no lejos de Edesa.
Asesinado Caracalla, Macrino fue proclamado emperador y regresó a Antioquía, donde se reunió con su hijo Diadumeniano, a quien proclamó César. Sin embargo, las actividades militares continuaron en Mesopotamia, ya que Artabano V tenía la intención de recuperar los territorios perdidos en la campaña anterior. De hecho, logró vencer a un ejército romano cerca de Nisibis y obtener la paz, luego del pago de una gran suma por parte de Roma, que a cambio logró mantener sus posesiones en Mesopotamia, probablemente hasta Hatra.

## Consecuencias
La provincia de Mesopotamia se amplió, probablemente incluyendo la ciudad de Hatra, y se mantuvo bajo el control romano hasta por lo menos 229/230 o menos, cuando la nueva Dinastía Sasánida, instalada en el trono persa como sucesor del reino Parto en 224, cambió completamente relaciones con el Imperio romano, pasando al contraataque, después de un siglo de duros enfrentamientos, siempre favorables para los romanos. El Reino de Armenia continuó siendo un Estado colchón durante los siguientes dos siglos, manteniendo a la derrocada dinastía arsácida. Y así, a las invasiones de los Sasánidas, siguieron nuevas invasiones de Ejércitos romanos, en una continua sucesión de victorias y derrotas por ambos imperios.